# Hershey (Pensylwania)
Hershey – jednostka osadnicza w gminie Derry w stanie Pensylwania hrabstwie Dauphin w Stanach Zjednoczonych. Gmina znajduje się 14 mil (23 km) na wschód od Harrisburga i jest częścią obszaru statystycznego Harrisburg-Carlisle. Znana jest również jako siedziba firmy The Hershey Company, założonej przez magnata cukierków Miltona S. Hersheya. W mieście swoją siedzibę ma zespół AHL, Hershey Bears. 
- Powierzchnia: 37,4 km²
- Ludność: 12 771 (2000)